# Change of Fortune
Change of Fortune es un álbum de estudio de la banda estadounidense de rock alternativo Soul Asylum, publicado el 18 de marzo de 2016. Es la primera producción de la banda publicada por la discográfica Entertainment One.

## Lista de canciones
Todas las canciones escritas por David Pirner.

Todas las canciones escritas y compuestas por Dave Pirner. 
| N.º | Título              | Duración |  |
| 1.  | «Supersonic»        | 3:01     |  |
| 2.  | «Can't Help It»     | 3:01     |  |
| 3.  | «Doomsday»          | 2:59     |  |
| 4.  | «Ladies Man»        | 3:23     |  |
| 5.  | «Moonshine»         | 4:03     |  |
| 6.  | «Make it Real»      | 2:19     |  |
| 7.  | «When I See You»    | 3:47     |  |
| 8.  | «Dealing»           | 4:05     |  |
| 9.  | «Don't Bother Me»   | 3:28     |  |
| 10. | «Morgan's Dog»      | 3:36     |  |
| 11. | «Change of Fortune» | 2:56     |  |
| 12. | «Cool»              | 2:55     |  |

## Créditos
- David Pirner – voz, guitarras
- Michael Bland – batería, coros
- Justin Sharbono – guitarra, coros
- Winston Roye – bajo, coros